# Aglossestra deserticola
Aglossestra deserticola är en fjärilsart som beskrevs av George Francis Hampson 1903. Aglossestra deserticola ingår i släktet Aglossestra och familjen nattflyn. Inga underarter finns listade i Catalogue of Life.